# جون كوهن
جون كوهن (بالإنجليزية: John Cohen)‏ هو سياسي أسترالي، ولد في 20 ديسمبر 1859، وتوفي في 25 مارس 1939. انتخب Speaker of the New South Wales Legislative Assembly ‏ (17 أبريل 1917 – 30 يناير 1919) وانتخب عضو الجمعية التشريعية نيو ساوث ويلز عن دائرة Electoral district of Petersham ‏ (27 يوليو 1898 – 30 يناير 1919).